# Jacek Magdziński
Jacek Magdziński (ur. 20 września 1986 w Poznaniu) – polski piłkarz grający na pozycji napastnika.

## Życiorys
Jako junior występował w Promieniu Kowalewo Pomorskie i Dyskobolii Grodzisk Wielkopolski. Seniorską karierę rozpoczynał w partnerskim klubie Dyskobolii – Obrze Kościan. W rundzie wiosennej sezonu 2005/2006 grał w Arce Nowa Sól, zdobywając dwa gole. Następnie grał w niemieckiej Germanii Egestorf/Langreder, a w połowie 2007 roku został zawodnikiem Floty Świnoujście. 4 grudnia 2007 roku wystąpił w spotkaniu Pucharu Ekstraklasy w barwach Lecha Poznań (1:0 z Zagłębiem Lubin). W sezonie 2007/2008 we Flocie zdobył dziewięć ligowych bramek i awansował z klubem do I ligi. Sezon 2009/2010 spędził w Zawiszy Bydgoszcz, po czym wrócił na krótko do Floty. Następnie grał w Chojniczance, a po zakończonych niepowodzeniem testach w Bytovii Bytów, został piłkarzem trzecioligowej Gwardii Koszalin.
Po zakończeniu sezonu 2011/2012 przebywał na testach m.in. w Inverness Caledonian Thistle, jednak klub nie zdecydował się go zatrudnić. Magdziński został zatem zawodnikiem Farnborough F.C., a w rundzie jesiennej sezonu 2012/2013 występował jeszcze w trzech innych klubach Conference i Isthmian League: Billericay Town F.C., Wealdstone F.C. i Walton & Hersham F.C. Łącznie w tych klubach zagrał w dziesięciu meczach i na rundę wiosenną powrócił do Gwardii Koszalin, gdzie przez rok zdobył 17 goli w 31 spotkaniach w lidze. W rundzie wiosennej sezonu 2013/2014 reprezentował Puszczę Niepołomice, a następnie swój pierwszy klub – Promień Kowalewo Pomorskie. Pd koniec 2014 roku grał także na pozycji rozgrywającego jako futsalista Unikatu Osiek, zdobywając dwa gole w trzech meczach I ligi.
Za sprawą menadżera Ersana Parlatana na początku 2015 roku został zawodnikiem angolskiego Académica Petróleos do Lobito – beniaminka Giraboli, podpisując z klubem dziesięciomiesięczny kontrakt. W ten sposób stał się trzecim, po Robercie Gaszyńskim (1990, Bidvest Wits FC) i Robercie Stachurze (2004, CA Bizertin), Polakiem grającym w Afryce. W Giraboli zadebiutował, kiedy to rozegrał 90 minut w przegranym 0:1 spotkaniu z FC Bravos do Maquis. Ogółem w sezonie 2015 zdobył dziesięć goli, stając się najlepszym strzelcem klubu. W sezonie 2016 grał w Progresso Associação do Sambizanga i Sport Luanda e Benfica. W styczniu 2017 roku podpisał roczny kontrakt z GD Sagrada Esperança. W klubie tym rozegrał siedem meczów i po rundzie wiosennej został zwolniony na wolny transfer.
W 2021 roku został piłkarzem Wybrzeża Rewalskiego Rewal. 14 listopada zdobył 22 gole w wygranym 53:0 spotkaniu klasy okręgowej z Pomorzaninem Nowogard. W 2023 roku przeszedł do Unii Gniewkowo.
Był studentem w Wyższej Szkole Gospodarki w Bydgoszczy.

## Statystyki ligowe
| Sezon         | Klub                               | Liga                        | Mecze | Gole |
| ------------- | ---------------------------------- | --------------------------- | ----- | ---- |
| 2005/2006 (j) | Obra Kościan                       | III liga                    | ?     | 0    |
| 2005/2006 (w) | Arka Nowa Sól                      | III liga                    | ?     | 2    |
| 2007/2008     | Flota Świnoujście                  | III liga                    | 23    | 9    |
| 2008/2009     | Flota Świnoujście                  | I liga                      | 28    | 6    |
| 2009/2010     | Zawisza Bydgoszcz                  | II liga                     | 28    | 7    |
| 2010/2011 (j) | Flota Świnoujście                  | I liga                      | 7     | 1    |
| 2010/2011 (w) | Chojniczanka Chojnice              | II liga                     | 11    | 2    |
| 2011/2012     | Gwardia Koszalin                   | III liga                    | 26    | 13   |
| 2012/2013 (j) | Farnborough F.C.                   | Conference South            | 3     | 0    |
| 2012/2013 (j) | Billericay Town F.C.               | Conference South            | 2     | 0    |
| 2012/2013 (j) | Wealdstone F.C.                    | Isthmian Premier Division   | 2     | 0    |
| 2012/2013 (j) | Walton & Hersham F.C.              | Isthmian Division One South | 3     | 0    |
| 2012/2013 (w) | Gwardia Koszalin                   | III liga                    | 14    | 9    |
| 2013/2014 (j) | Gwardia Koszalin                   | III liga                    | 17    | 8    |
| 2013/2014 (w) | Puszcza Niepołomice                | I liga                      | 11    | 0    |
| 2015          | Académica Petróleos do Lobito      | Girabola                    | 28    | 10   |
| 2016 (w)      | Progresso Associação do Sambizanga | Girabola                    | 3     | 0    |
| 2016 (j)      | Sport Luanda e Benfica             | Girabola                    | 13    | 3    |
| 2017 (w)      | GD Sagrada Esperança               | Girabola                    | 7     | 2    |